# Sambucus australasica
Sambucus australasica es una especie de arbusto perteneciente a la familia de las adoxáceas. Es originaria del este de Australia, donde se encuentra,  por lo general, dentro o en los límites de la selva lluviosa .

## Descripción
Es un arbusto de hasta 4 metros de altura, con las flores perfumadas, de color amarillo cremoso que se producen de octubre a marzo. Los frutos son redondos, de 5 mm de diámetro y de color amarillo. Tiene las hojas compuestas imparipinnadas. Con una longitud total de entre 6 y 25 cm de longitud. Con tres a cinco folíolos y son  lanceoladas o elípticas y estrechas, brillante por encima, dentadas y glabras. Las hojas cuentan con una pequeña glándula en su base.

## Taxonomía
Sambucus australasica fue descrita por (Lindl.) Fritsch y publicado en Die Natürlichen Pflanzenfamilien 4(4): 162. 1891.
Etimología
Sambucus: nombre genérico que deriva de la palabra griega sambuke de un instrumento musical hecho de madera y un nombre usado por Plinio el Viejo para un árbol posiblemente relacionado con el saúco.
australasica: epíteto geográfico que alude a su localización en Australasia.
Sinonimia
- Tripetelus australasicus Lindl.
- Sambucus xanthocarpa F.Muell.